# Nenko Dobrev
Nenko Dobrev, né le 21 décembre 1946 à Plovdiv, est un rameur d'aviron bulgare.

## Carrière
Nenko Dobrev remporte la médaille de bronze du quatre avec barreur aux Championnats du monde d'aviron 1977 ainsi qu'aux Championnats du monde d'aviron 1978.
Il participe aux Jeux olympiques de 1972 à Munich, aux Jeux olympiques de 1976 à Montréal, et aux Jeux olympiques de 1980 à Moscou.

## Vie privée
Sa femme est la rameuse Lalka Berberova.